# Ceruchus chrysomelinus
Ceruchus chrysomelinus là một loài bọ cánh cứng trong họ Lucanidae. Loài này được Hochenwarth mô tả khoa học năm 1785.